# Wingz
Wingz (Eigenschreibweise WingZ) ist ein Tabellenkalkulationsprogramm, das von Informix in Lenexa (USA) entwickelt wurde. Es war als Hypertextanwendung auch dazu gedacht, mittels einer Scriptsprache (HyperScript, die sich aus der Sprache HyperTalk entwickelt hat) sich mit der Informix-Datenbank zu verbinden und die Ergebnisse in einem Windows-Fenster als Text oder als Graphik anzuzeigen.

## Entwicklungsgeschichte
Seit dem 30. Januar 1995 hat Informix die exklusiven Vertriebsrechten an die Investment Intelligence Systems Group (IISG) abgegeben.

## Versionen
- 1989: Version 1.0 – Apple Macintosh
- 1990: Version für Windows 3.0 und OS/2[2]
- 1991: Version für SCO Unix[3]
- 1993: Wingz for Windows 2.0
- 1996: Wingz 2.1 – Macintosh
- 1998: Wingz Version 3.0, Wingz Professional Version 3.0 – Windows 95/98/NT, SunOS, Solaris, AIX, IRIX, HPUX, Linux